# Edmílson
José Edmílson Gomes Moraes, född 10 juli 1976 i Taguaritinga, Brasilien, är en före detta fotbollsspelare. Han började sin karriär i São Paulo 1994. Sommaren 2000 flyttade han till franska Lyon. Han debuterade i FC Barcelona i augusti 2004. Han spelade vanligtvis defensiv mittfältare eller mittback. Edmílson avslutade karriären i Ceará Sporting Club.